# August Köstner
August Köstner (* 1912 in Bamberg; † 1982 ebenda) war ein deutscher Ringer. Er war 1937 deutscher Meister im freien Stil im Mittelgewicht.

## Werdegang
August Köstner begann als Jugendlicher in Bamberg mit dem Ringen. Er startete dabei in beiden Stilarten, griechisch-römischer Stil und freier Stil, betätigte sich ab 1934 aber meist im freien Stil.
1929 wurde er deutscher Jugendmeister im griech.-röm. Stil in der Klasse bis 75 kg Körpergewicht. Bei den Senioren dauerte er bis 1935, ehe er auch dort die deutsche Spitzenklasse erreicht hatte. Er wurde 1935 deutscher Vizemeister im griech.-röm. Stil und 1936 deutscher Vizemeister im freien Stil, jeweils im Mittelgewicht. In der Qualifikation für die Olympischen Spiele in Berlin scheiterte er im freien Stil im Mittelgewicht knapp an Hans Schedler aus Halle.
1937 wurde August Köstner deutscher Meister im Mittelgewicht des freien Stils vor Kurt Hoffmann aus Greiz und Albert Laudien aus Wilhelmshaven. Er wurde daraufhin auch bei der Europameisterschaft im freien Stil in München eingesetzt und siegte dort über den Polen Drzymala. Gegen Jan Pelikan aus der Tschechoslowakei und Ivar Johansson aus Schweden verlor er und kam damit auf den 4. Platz.
Die Umstände jener Zeit ließen eine Fortsetzung seiner internationalen Karriere nicht zu, denn schon ab 1938 fanden im freien Stil wegen der instabilen politischen Lage und wegen des Beginns des Zweiten Weltkrieges 1939 keine Europameisterschaften mehr statt.
August Köstner wurde 1941 im Schwergewicht im freien Stil hinter Kurt Hornfischer aus Nürnberg noch einmal deutscher Vizemeister. 1949 erkämpfte er sich mit der Mannschaft des KSV Bamberg ebenfalls die deutsche Mannschafts-Vizemeisterschaft. Im zwei Endkäpfen unterlag man dabei gegen Heros Dortmund knapp mit 7:9. Seinen letzten Erfolg feierte er 1950, als er im Schwergewicht im freien Stil hinter Max Leichter aus Eckenheim und Willi Liebern aus Dortmund bei der deutschen Meisterschaft den 3. Platz belegte.
August Köstner, der in Bamberg ein Metzgereigeschäft führte, unterstützte nach seiner aktiven Zeit intensiv seinen Verein, den KSV Bamberg. Sohn Hans Köstner betätigte sich ebenfalls als Ringer und war vor allem im Jugend- und Juniorenbereich ein deutscher Spitzenringer.

## Internationale Erfolge
| Jahr | Platz | Wettbewerb    | Gewichtsklasse | |
| 1937 | 4.    | EM in München | Mittel         | mit einem Sieg über Drzymala, Polen u. Niederlagen gegen Jan Pelikan, Tschechoslowakei und Ivar Johansson, Schweden |

## Deutsche Meisterschaften
| Jahr | Platz | Stil | Gewichtsklasse | Ergebnis                                                              |
| 1935 | 2.    | GR   | Mittel         | hinter Albert Laudien, Wilhelmshaven, vor Josef Paar, Bad Reichenhall |
| 1936 | 2.    | F    | Mittel         | hinter Albert Laudien, vor Willi Lindner, Netzschkau                  |
| 1937 | 1.    | F    | Mittel         | vor Kurt Hoffmann, Greiz u. Albert Laudien                            |
| 1941 | 2.    | F    | Schwer         | hinter Kurt Hornfischer, Nürnberg, vor Hans Huber, München            |
| 1950 | 3.    | F    | Schwer         | hinter Max Leichter, Eckenheim u. Willi Liebern, Dortmund             |

Anm.: EM = Europameisterschaft, GR = griechisch-römischer Stil, F = freier Stil, Mittelgewicht, damals bis 79 kg, Schwergewicht, damals über 87 kg Körpergewicht